# Rymosia frenata
Rymosia frenata är en tvåvingeart som beskrevs av Dziedzicki 1910. Rymosia frenata ingår i släktet Rymosia och familjen svampmyggor. Inga underarter finns listade i Catalogue of Life.